# Ronaldo Passos Canedo
Ronaldo Passos Canedo (Muriaé, 1932 - Belo Horizonte, 16 de janeiro de 2006) foi um bancário, funcionário público, advogado e político brasileiro do estado de Minas Gerais.
Em 1957, formou-se em Direito na Universidade Federal de Minas Gerais.
Foi deputado estadual em Minas Gerais por quatro legislaturas consecutivas (1967 a 1983), atuando na Assembleia Legislativa de Minas Gerais, da 6ª à 9ª legislaturas, eleito pela ARENA.

Ronaldo Canedo foi deputado federal por Minas Gerais, na Câmara dos Deputados, no período de 1983 a 1987. Foi um dos 113 deputados ausentes na votação da Emenda Dante de Oliveira em 1984 que  propunha Eleições Diretas para Presidência da República, faltaram vinte e dois votos para a emenda ser aprovada.